# آلت‌لاینینگن
التلینینگن (به آلمانی: Altleiningen) یک شهر در آلمان است که در راینلاند-فالتس واقع شده‌است.

## خصوصیات
التلینینگن ۱۱٫۴۷ کیلومترمربع مساحت دارد ۳۰۱ متر بالاتر از سطح دریا واقع شده‌است.